# Бергамо
Бѐргамо (на италиански: Bergamo, на местния диалект Bèrghem, Бѐргем) е град и община в Северна Италия.

## География
Град Бергамо е център на едноименната провинция Бергамо в областта Ломбардия. Разположен е в подножието на Алпите. Намира се на около 40 km на североизток от Милано и на 30 км от Швейцария. От езерата Комо и Изео е отдалечен на 30 km, а от Гарда и Маджоре на 70 km. Бергамо е жп и шосеен транспортен възел. Има аерогара на 4 km до града. Населението към 31 декември 2004 г. е 117 887 жители.

## История
Градът се състои от две части. Най-старата част е Горният град (Città Alta), разположен на хълм, а в равнината около него се разпростира Долният град (Città Bassa), съвременният индустриален, финансов и административен център с национално значение. Двете части са разделени, както физически, така и символично, от мощни стени, които са построени от Венецианската република през втората половина на XVI век, за да защитават града, който е бил най-отдалеченото владение на континента.
Бергамо (от берг-хейм, т.е. градът на хълма) вероятно е основан от келтите. Първите исторически доказателства датират от 223 г. пр. Хр., когато в района е имало римски военни сили. През 49 г. пр. Хр. Юлий Цезар предоставя статут на муниципиум на града, чието латинско име е Бергомум и който наброява около 10 000 жители. Градът е бил наричан „operibus munitae" (заобиколен от стени), части от римските стени все още личат. Римското селище не се е ограничавало в зоната на оградения хълм, споменава се и предградието, което се е развило по улиците, водещи към Città Alta, които по същество са останали непроменени и до днес. През V век е бил разрушен от хуните, предвождани от Атила. След възстановяването му става столица на Ломбардското херцогство, като е под зависимостта на Милано.
От 1428 до 1797 г. Бергамо е част от Венецианската република. Тогава се изграждат новите, венециански стени (1560 – 1623 г.), при чието строителство много части от града са разрушени. Внушителни, все още с непокътната структура, те засилват още повече биполярното разделение на града. Città Alta започва да се превръща в място за дворците на богатите. Città Bassa се развива като производителен и търговски център, а утвърденият панаир засилва ролята си. През XVIII век градът преживява голям растеж и процес на обновяване; след известен период на упадък районът, където се провежда панаира, се превръща дефакто в център на града.
По-късно е част от Кралство Ломбардия. През 1859 г. е освободен от Джузепе Гарибалди и преминава към Кралство Италия.

## Архитектура
В Бергамо има много архитектурни паметници от 12 – 15 век. Сред тях са църквата „Санта Мария Маджоре“, построена през 1137 г., параклисът „Колеони“ от 15 век, художествената галерия „Карара“.

## Икономика
Основните отрасли на икономиката на Бергамо са машиностроителната, металургичната, текстилната, циментовата и полиграфичната промишленост. Полиграфичната промишленост е известна с издаването на географски карти.

## Спорт
Представителният футболен отбор на града носи името Аталанта БК. Състезавал се е както в Серия Б, така и в Серия А.

## Личности, родени в Бергамо
- Гаетано Доницети (1797 – 1848)

## Личности, свързани с Бергамо
- Джузепе Гарибалди (1807 – 1882), италиански революционер и политически деец
- Филипо Индзаги (р. 1973), италиански футболист
- Гаетано Доницети (р. 29 ноември 1797), италиански композитор

## Побратимени градове
- Грийнвил, Южна Каролина, САЩ
- Мюлуз, Франция
- Пуебло, Колорадо, САЩ
- Твер, Русия